# Lydiphnis
Lydiphnis is een geslacht van weekdieren uit de klasse van de Gastropoda (slakken).

## Soorten
- Lydiphnis cincta (Carpenter, 1857)
- Lydiphnis cymatotropis Pilsbry & Olsson, 1945
- Lydiphnis euchilopteron (Melvill & Standen, 1903)
- Lydiphnis mariae (Baker, Hanna & Strong, 1938)
- Lydiphnis strongi Pilsbry & Olsson, 1952